# Kjell Hell
Kjell Hell är ett skivbolag inriktat på svensk punkmusik.
Har bland annat släppt band som: Gatans lag, Dims rebellion och samlingsskivorna 
Brewed in Sweden 1, 2 och 3.